# 영순 (연호)
영순(永淳 , 682년 2월 ~ 683년 12월)은 당나라(唐) 고종(高宗) 이치(李治)의 열세번째 연호이다. 1년 10개월 동안 사용하였다.

## 개원
- 개요(開耀) 2년 2월 19일[1](682년 4월 2일)에 연호를 영순(永淳)으로 개원함.[2][3][4][5]

- 영순(永淳) 2년 12월 4일[6](683년 12월 27일)에 연호를 홍도(弘道)로 개원함.[2][3][4][5][7]

## 연대 대조표
| 영순       | 원년       | 2년        |
| 서기(西紀) | 682년      | 683년      |
| 간지(干支) | 임오(壬午) | 계미(癸未) |

## 같이 보기
- 중국의 연호 목록